# Maite Cazorla
Maite Cazorla (ur. 18 czerwca 1997 w Las Palmas) – hiszpańska koszykarka, występująca na pozycjach rozgrywającej lub rzucającej.

## Osiągnięcia
Stan na 6 sierpnia 2020, na podstawie, o ile nie zaznaczono inaczej.

### NCAA
- Uczestniczka rozgrywek:
  - NCAA Final Four (2019)
  - Elite 8 turnieju NCAA (2017–2019)
- Mistrzyni:
  - turnieju konferencji Pac 12 (2018)
  - sezonu regularnego pac 12 (2018, 2019)
- Zaliczona do:
  - I składu:
    - Pac 12 (2018, 2019)
    - najlepszych pierwszorocznych zawodniczek Pac 12 (2016)

  - składu honorable mention:
    - obronnego Pac 12 (2018)
    - Pac 12 (2016)

### Drużynowe
- Zdobywczyni Puchar Hiszpanii (2020)

### Reprezentacja
Seniorska
- Uczestniczka igrzysk olimpijskich (2024 – 5. miejsce)[4]

Młodzieżowe
- Mistrzyni Europy:
  - U–20 (2016, 2017)
  - U–18 (2015)
  - U–16 (2012, 2013)
- Wicemistrzyni świata U–17 (2014)
- Brązowa medalistka mistrzostw Europy U–18 (2014)
- Uczestnik mistrzostw świata U–19 (2015 – 4. miejsce)